# Mascaras (Gers)
Mascaras è un comune francese di 62 abitanti situato nel dipartimento del Gers nella regione dell'Occitania.

## Società

### Evoluzione demografica
Abitanti censiti